# Hinterstoder
Hinterstoder ist eine Gemeinde in Oberösterreich im Bezirk Kirchdorf im Traunviertel mit 860 Einwohnern (Stand 1. Jänner 2025).

## Geografie
Hinterstoder liegt auf 599 m Höhe im Traunviertel, im Süden Oberösterreichs an der Grenze zur Steiermark. Die Gemeinde liegt im Stodertal und ist hufeisenförmig von den Bergen des Toten Gebirges umgeben. Die höchste Erhebung ist der Große Priel (2514 m). Im südlichen Talschluss entspringt die Steyr, die das Gemeindegebiet von Süden nach Norden durchfließt. Der Ort ist über die Stodertal-Landesstraße L552 erreichbar.
Die Ausdehnung beträgt von Nord nach Süd 15,3 und von West nach Ost 16,8 Kilometer. Die Gesamtfläche umfasst 149,74 Quadratkilometer. 62 Prozent der Fläche sind bewaldet und fünf Prozent werden landwirtschaftlich genutzt, drei Prozent sind Almen.
Hinterstoder liegt in der Zone des feuchten Kontinentalklimas. Im Jahresverlauf fallen in Hinterstoder 1691 mm Niederschlag. Im niederschlagsreichsten Monat Juni (200 mm) fällt im Schnitt um 105 mm mehr Niederschlag als im trockensten Monat Februar (95 mm). Die durchschnittlichen Temperaturen schwanken im Jahresverlauf um 19,6 °C zwischen dem wärmsten Monat Juli (Durchschnittstemperatur 14,2 °C) und dem kältesten Januar (Durchschnittstemperatur −5,5°).

### Gemeindegliederung
Das Gemeindegebiet umfasst folgende, jeweils als Dorf kategorisierte Orte. Die Einwohnerzahl (in Klammern, Stand 1. Jänner 2025) bezieht sich jeweils auf die Ortschaft:
- Dietlgut
- Farnau
- Hinterberg (125)
- Hinterstoder (314)
- Hutterer Böden (2)
- Loigistal
- Mitterstoder (251)
- Polsterlucke
- Salmeranger
- Sonnleiten
- Tambergau (168)
- Weißenbach

Die Gemeinde besteht aus der einzigen Katastralgemeinde Hinterstoder.

### Nachbargemeinden
Hinterstoder hat neun Nachbargemeinden, fünf davon liegen im steirischen Bezirk Liezen (LI).
| Grünau im Almtal     | Klaus an der Pyhrnbahn                      | St. Pankraz  |
| Grundlsee (LI)       | Kompassrose, die auf Nachbargemeinden zeigt | Vorderstoder |
| Bad Mitterndorf (LI) | Stainach-Pürgg (LI), Wörschach (LI)         | Liezen (LI)  |

## Geschichte
Ursprünglich im Ostteil des Herzogtums Bayern liegend, gehörte der Ort seit dem 12. Jahrhundert zum Herzogtum Österreich. Seit 1490 wird er dem Fürstentum Österreich ob der Enns zugerechnet.
Während der Napoleonischen Kriege war der Ort mehrfach besetzt. Seit 1918 gehört der Ort zum Bundesland Oberösterreich.
Nach dem Anschluss Österreichs an das Deutsche Reich am 13. März 1938 gehörte der Ort zum Gau Oberdonau, 1945 erfolgte die Wiederherstellung Oberösterreichs.
Hinterstoder gehörte bis 2012 zum Gerichtsbezirk Windischgarsten und ist seit dem 1. Jänner 2013 Teil des Gerichtsbezirks Kirchdorf an der Krems.
Urkundlich scheint die Benennung „Stoder“ erstmals in einem Kremsmünsterer Brief um 1240 auf und wird aus dem slawischen mit „kalt“ oder „steiniger Boden“ übersetzt. Als Tassilo III. 777 das Münster an der Krems entstehen ließ, war das Tal von den Slawen bewohnt. An der Traun endete das deutschsprachige Gebiet, jenseits begann Slowenien. Das Münster an der Krems sollte bekanntlich vor allem die Bekehrung der Alpenslawen in die Wege leiten.
Das Talbecken von Windischgarsten samt den bewaldeten Abhängen und die umgebenden Berge befanden sich schon im 11. Jahrhundert im Besitz des von König Heinrich II. im Jahre 1007 gestifteten Bistums Bamberg. In der Folge entstand auf dem Boden dieses großräumigen Schenkungsgebietes auf Veranlassung dieses Bistums das Stift und die Herrschaft Spital am Pyhrn. Es sollte in erster Linie – ursprünglich Hospital – der Beherbergung von Pilgern dienen, die nach der Ewigen Stadt, nach Rom, oder Aquileja zogen, von wo aus sie – vor allem die Kreuzfahrer – die beschwerliche Reise in das Heilige Land antraten.
Zu diesem Herrschaftsbereich gehörte – zuletzt als Kollegialstift weltlicher Chorherren unter einem Propst – das Stodertal bis zur Auflösung 1807.
Der Teil des heutigen Gemeindegebietes links des Steyr-Flusses gehörte zur landesfürstlichen Herrschaft Klaus, erstmals ausgewiesen 1192, die zwischenzeitlich wiederum der Herrschaft Spital einverleibt war.
In die Zeit Josephs II. fallen die Anfänge einer Entwicklung zu einem Gemeinwesen. Vom Stift Spital 1774 eingesetzt, wirkte Adam Langeder als erster Lehrer in Hinterstoder. Er war vorher Stiftsschneider in Spital. 1778 wurde die Notschule zur Pfarrschule erhoben.
- Pfarre: Im Jahre 1783, als Georg Hammer Pfarrer und Matthäus Lichtenauer Kooperator von Vorderstoder waren, fasste das Collegialstift Spital, dessen Propst damals Josef Grundtner war, den Entschluss, im „inner Stoder“ eine selbständige Pfarre zu errichten. Dieser Entschluss wurde – wie die noch vorhandene Kopie der Errichtungsurkunde ausdrücklich angibt – nicht aus eigenem Antrieb, sondern auf Antrieb Kaiser Josephs II. gefasst. Hierzu dienten diverse Stiftungen, insbesondere wurden vom Stift Spital das „Gütl am Kleinbruderhof“ (jetzt Pfarrhof) für den zukünftigen Pfarrer angekauft und dessen Erträgnisse ihm zugewiesen.

- Kirche: 1783 wurde mit dem Bau der Kirche, einer spätbarocken Saalkirche mit Turmhaube, begonnen und in zwei Jahren fertiggestellt. Es arbeiteten 18 Maurer, 1 Malterrührer und 17 Zimmerleute. Die Benediktion erfolgte am „16. Herbstmonde des Jahres 1787“ Sonntag nach Kreuzerhöhung, deshalb auch „Heilige Kreuzkirche“ genannt. Über Delegation des Bischofs von Linz erfolgte die feierliche Segnung durch Propst Josef Grundtner von Spital. Die kirchlichen Einrichtungsgegenstände sind hauptsächlich vom Stift Spital beigestellt worden. Mit Dekret vom 20. Oktober 1787 ernannte der Bischof von Linz, Graf Herberstein, den Kooperator von Vorderstoder, Matthäus Lichtenauer, zum Pfarrer von Inner- (Hinter-)stoder, welcher später der letzte Propst von Spital wurde. Von diesem Tag an hatte Hinterstoder seinen eigenen Pfarrer und war seelsorgerisch ganz unabhängig und selbständig. 1787 entstand auch das neue Schulgebäude (neben der Kirche).

### 19. Jahrhundert
Aus der Zeit der napoleonischen Kriege wird berichtet, dass Pfarrer Franz Xaver Gesser (1807–1810) bei der Anwesenheit feindlicher Truppen durch kluges Benehmen und gute Bewirtung der Offiziere viel Übles von der Gemeinde abgewendet und die Bewohner über die ihnen „abgerungenen beschwerlichen Opfer“ aufgemuntert und dadurch gute Ordnung bewirkt habe. Pfarrer Gesser, der aus Biberach im Schwabenland stammte, sprach französisch und war sehr gebildet, da er in Wien und Graz Kirchenrecht, Kirchengeschichte und Altertumskunde studiert hatte. Ebenso wird von „Sachsen“, die in Hinterstoder im Quartier lagen, berichtet, die von der Bevölkerung große Opfer abverlangten, plünderten und damit die herrschende Not noch vermehrten.
Am 6. November 1817 erhielten die Gemeinden Hinterstoder und Vorderstoder das Recht zur alljährlichen Abhaltung eines Hornviehmarktes am 10. Oktober in Hinterstoder. Es ist dies die älteste noch erhaltene Pergamenturkunde, die von Kaiser Franz I. persönlich unterzeichnet wurde. Erst um die Mitte des 19. Jahrhunderts, als die Grundherrschaft zu Ende ging und die freie Ortsgemeinde „Innerstoder“ in den Grenzen der Josephinischen Katastralgemeinde entstand, entwickelte sich ein Eigenleben, das die Aufwärtsentwicklung einleitete.
Dominierend in der zweiten Hälfte des 19. Jahrhunderts waren die Waldwirtschaft und die Jagd, sowie Großgrundbesitz – Religionsfonds, Herzöge von Württemberg u. a.
Am 20. April 1874 erhielt Hinterstoder, das postalisch am 1. August 1842 (dem zu St. Pankraz gehörenden Dorf) Dirnbach zugeordnet worden war, ein (mit Windischgarsten per Fußboten verbundenes) Postamt, 1894 eine Telegrafenverbindung mit Windischgarsten und 1909 eine Telefonverbindung.
1879 erfolgte die Gründung des Musikvereins, welcher noch heute als Trachtenmusikkapelle Hinterstoder aktiv ist.
1890 nahm der Fremdenverkehr seinen Anfang (erste Aufzeichnung über Fremdennächtigungen). 1897 erhielt die Gemeinde einen Gendarmerieposten.
Zu Ostern 1893 wurde die 53. Volksfreibücherei des am 23. September 1872 (in Linz) per Konstituierung geschaffenen Oberösterreichischen Volksbildungsvereins eröffnet (anfangs 325 Bände).
Ab 1893 begannen die Planungen für den etappenweisen Ausbau der Stodertal-Straße Pyhrnpass-Straße von der Steyr-Bruck aus.
Der erste Arzt, der in der Gemeinde seine Praxis ausübte, war Adolf Hauser 1897. Vorher hatten die ärztlichen Betreuer in Vorderstoder ihren Sitz.

### 20. Jahrhundert

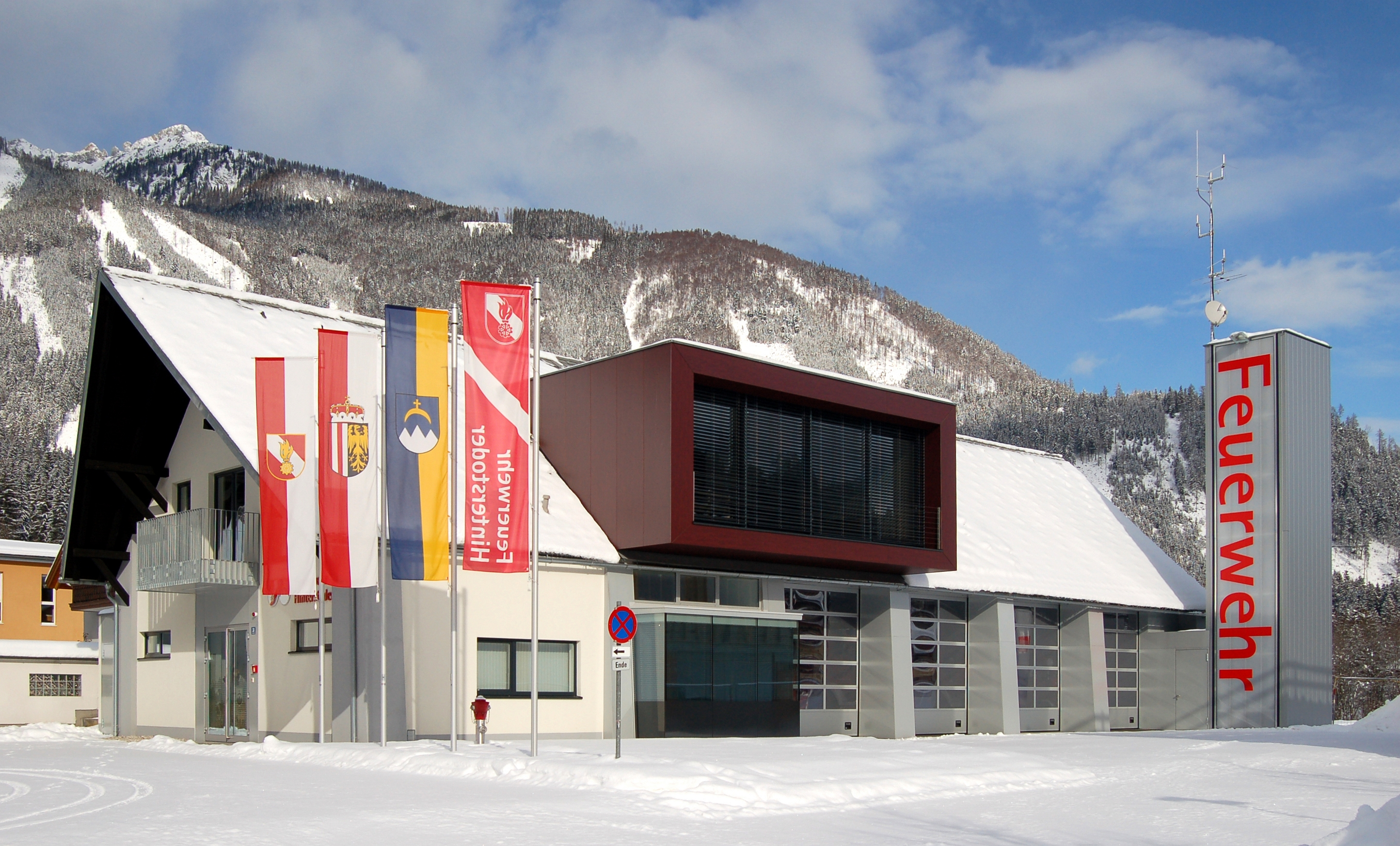
Die 2009 fertiggestellte neue Einsatzzentrale der Freiwilligen Feuerwehr Hinterstoder

1905 gründete man die Freiwillige Feuerwehr. 1906 wurde der letzte Teilabschnitt der Pyhrnbahn fertiggestellt und der Bahnverkehr eröffnet. Die außerhalb des Gemeindegebietes gelegene Bahnstation hieß ursprünglich Dirnbach-Stoder und wurde erst später auf Ansuchen in Hinterstoder umbenannt.
1906 gründete man einen Verein zur Verschönerung des Ortes. 1910 begann der Schilauf. Abgesehen von nur wenigen Sportlern war dieser bis dahin für die einheimischen Jäger und Förster zweckdienlich. Am 10. Dezember 1912 fand das erste Preis-Schifahren von der Schränkenzieher-Alm bis zum Gemeindehaus statt.
Mit der grundlegenden Neugestaltung der Stodertal-Straße ist das Tal erst richtig erschlossen worden. Die Errichtung der Postkraftwagenlinie Hinterstoder Ort – Hinterstoder Bahnhof fällt in das Jahr 1924.
Die Elektrifizierung begann mit dem Bau eines kleinen E-Werkes am Plaisbach auf genossenschaftlicher Basis in den Jahren nach dem Ersten Weltkrieg. Erst mit dem Bau einer 25-kV-Anschlussleitung an das Überlandnetz der Firma Hofmann war die Stromversorgung sichergestellt.
Der Zweite Weltkrieg brachte für Hinterstoder eine Flut von Umquartierten und Ausgebombten. Die Einwohnerzahl erhöhte sich auf mehr als das Doppelte. Es herrschte große Not.
Der US-Hochkommissar für Österreich, General Mark W. Clark, erwählte Hinterstoder zu seinem Feriendomizil (Jochems-Villa, Hinterberg, Haistrieglweg 1).
Auch der alliierte Oberbefehlshaber und spätere US-Präsident General Dwight D. Eisenhower war hier mehrmals zu Gast. General Clark vollzog 1950 den ersten Spatenstich beim Bau der vierklassigen Volksschule und hatte eine Spende des Kardinals Francis Spellman vermittelt, die die Anschaffung neuer Kirchenglocken ermöglichte.
1957 erfolgte der Bau der Ortswasserleitung, 1964 der Wasserleitungs- und Abwasseranlagenbau auf den Hutterer Böden. Die Errichtung einer Seilbahn 1959 (Doppelsessellift) in zwei Teilstrecken zum Hößgebiet trug wesentlich zur Schaffung einer zweiten Fremdenverkehrssaison im Winter bei.
Im Jahr 1967 erhielt die Gemeinde das Recht zur Führung eines Gemeindewappens. Mit gleichem Beschluss wurden die Gemeindefarben „Gelb-Blau“ genehmigt.
1969 wurde auch das Schigebiet Bärenalm erschlossen. Im Jahr 1986 fand in Hinterstoder das erste Schiweltcuprennen, ein Herren-Slalom, statt. Damit nahm der Fremdenverkehr einen weiteren Aufschwung.

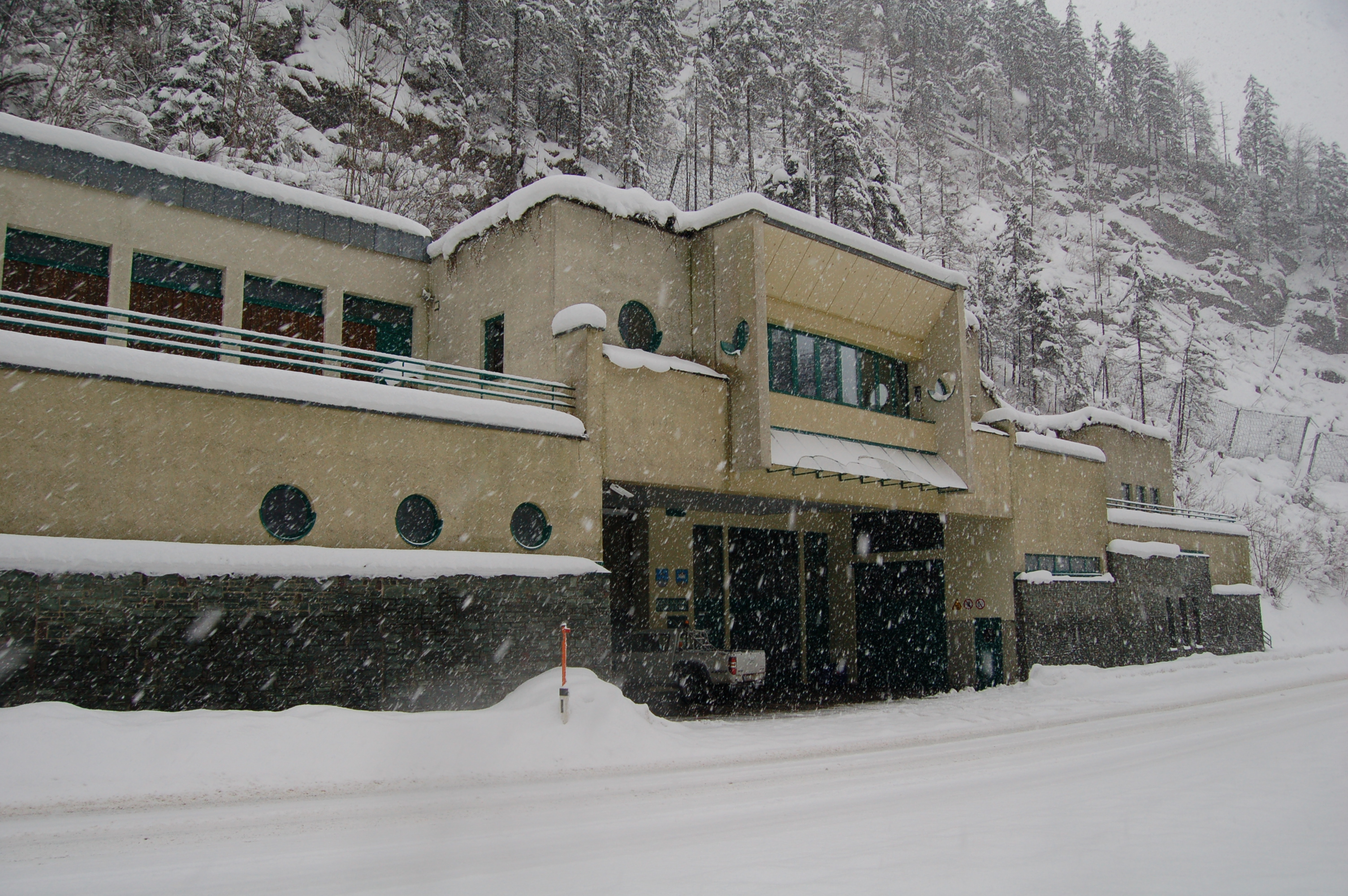
Außenansicht der Kavernenkläranlage

1993 wurde im Poppenberg die erste Kavernenkläranlage Mitteleuropas in Betrieb genommen. An das Kanalnetz wurden zuerst die Häuser im Ortszentrum sowie in Ortsnähe und auch das Schigebiet Höß angeschlossen. An der Erschließung der Randgebiete wurde in den darauffolgenden Jahren weiter gearbeitet.
1994 schloss sich der Ort der Aktion „Dorferneuerung“ des Landes Oberösterreich an und wurde Dorferneuerungsgemeinde. Es wurden in der Folge bauliche Veränderungen an der Ortsdurchfahrt, der Straßenraumgestaltung und an den Fassaden der Häuser vorgenommen. 1998 wurde Hinterstoder auch in die europäische Dorferneuerung aufgenommen und 2018 mit einem „Europäischen Dorferneuerungspreis“ ausgezeichnet. Interessant ist das deswegen, weil 2015 die denkmalgeschützte Villa Peham durch Brandstiftung zerstört worden war. Interessant ist dieser Vorfall auch bezüglich der 2020 aufbrennenden Frage zu einer Umwidmung gegen den Willen großer Teile der Bevölkerung:
.
2020 und im Jahr darauf erfolgte eine heftige Auseinandersetzung um den Bau eines Campingressorts, das in einem weitgehend unberührten Teil des Stodertals (vgl. Bild) errichtet werden soll. Eine Bürgerinitiative sammelte binnen weniger Tage tausende Unterschriften da der Bürgermeister hier abwimmelnd reagierte.
.
Nach einer Aufsichtsbeschwerde über Bürgermeister Helmut Wallner (VP) und den Gemeinderat von Hinterstoder beim Land Oberösterreich wegen der Vorgehensweise rund um die Flächenwidmung um den Parkplatz Polsterlucke wurde die Behörde nun tätig. Dieses Vorgehen schlug sogar im Oberösterreichischem Landtag Wellen und wurde auch in überregionalen Medien ausführlich und kritisch diskutiert. Der VFGH hat am 6. Dezember 2023 sein Urteil gefällt und die von einer lokalen Bürgerinitiative bekämpften Gemeinderatsbeschlüsse zum Örtlichen Entwicklungskonzeptteil Nr. 1 – Änderung Nr. 1.20, ferner dem Flächenwidmungsteil Nr. 5 – Änderung 5.65 und dem Bebauungsplan Nr. 24 „Peham Villa“ (die abgerissen worden war) als gesetzeswidrig aufgehoben. Im ‘unteren Teil’ des Areals, dass nun mit dem Urteil wieder ‘Grünland’ wird, wurde aber bereits mit der Errichtung des Hauptgebäudes begonnen. Hintergründe dieses gegen Bevölkerung, Grundanrainer und Naturschutzinitiativen durchgedrückten Projekts fanden in einem ausführlichen Artikel im 'Standard' großes Echo: "Der Verfassungsgerichtshof hob die Flächenwidmung und den Bebauungsplan auf". Umso skurriler mutet dann ein Entscheid es Landesverwaltungsgericht (LVwG) Oberösterreich Ende Mai 2024 an, der zu der VfGH-Entscheid der das örtliche Entwicklungskonzept, den Flächenwidmungs- sowie den Bebauungsplan aufhob lapidar abschmetternd feststellte "dass das Bauvorhaben auf dem derzeitigen „weißen Fleck“ deshalb zulässig sei, weil eine fehlende Widmung der Erteilung einer Baubewilligung nicht entgegenstehe" und damit die Anrainerbeschwerden abschmetterte. Obwohl das Verfahren noch im Laufen ist, fuhren im Mai die Bagger auf.

### Einwohnerentwicklung
1991 hatte die Gemeinde laut Volkszählung 1035 Einwohner, 2001 dann 1033 Einwohner und im Jahr 2008 nur mehr 966 Einwohner. Der Trend setzt sich fort: 2018 lebten 910 Personen in Hinterstoder. War bis ins Jahr 2000 die Geburtenbilanz noch positiv, so sind seit 2001 sowohl die Geburtenbilanz als auch die Wanderungsbilanz negativ.

## Kultur und Sehenswürdigkeiten

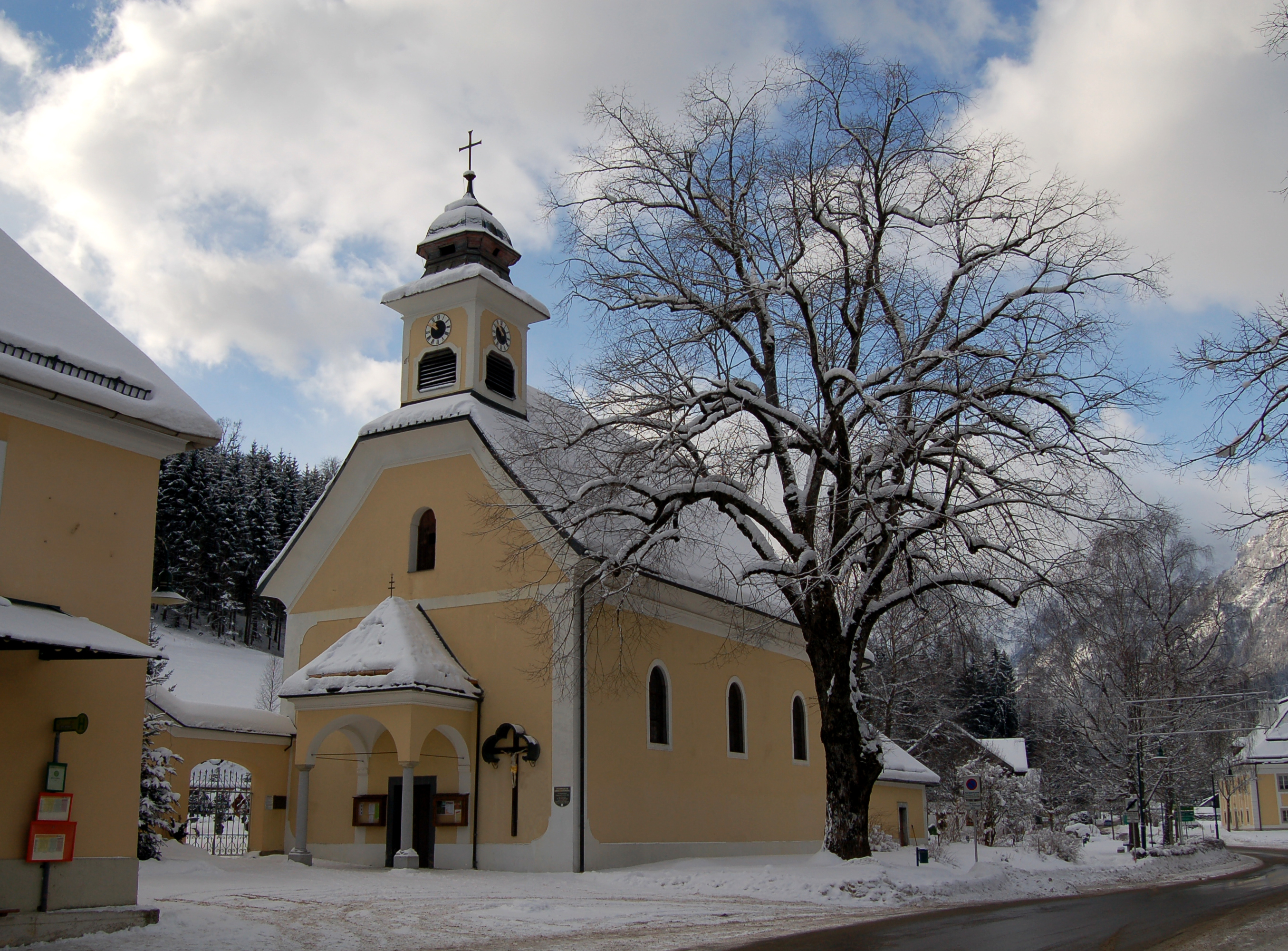
Pfarrkirche Hinterstoder

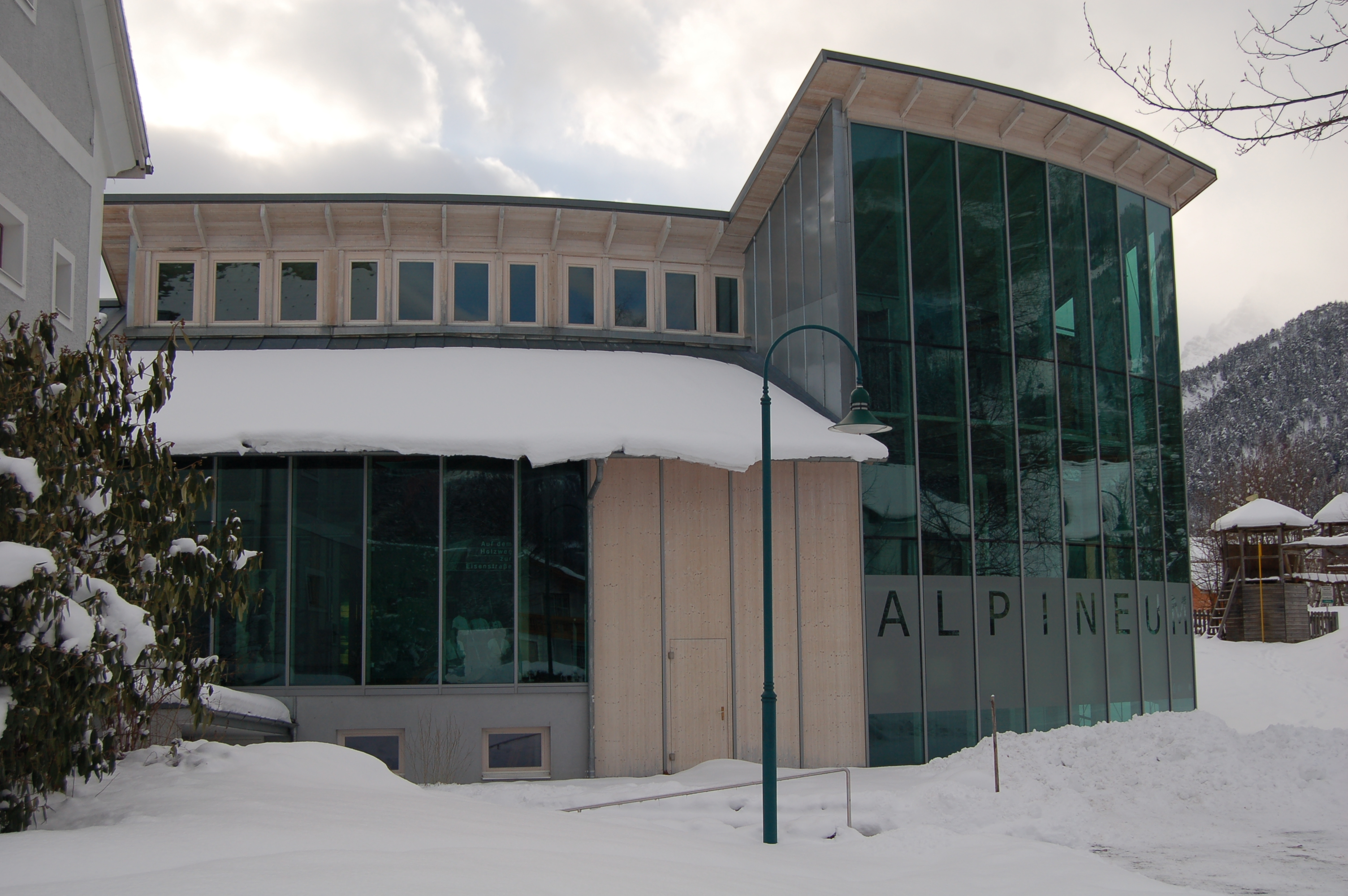
Alpineum

- Katholische Pfarrkirche Hinterstoder zur Kreuzerhöhung
- Ehemalige Villa Peham
- Alpineum: Im Zuge der Sanierung des Amtshauses wurde 1998 das Ausstellungshaus Alpineum angebaut[25] und mit Beginn der Oberösterreichischen Landesausstellung 1998 „Land der Hämmer – Heimat Eisenwurzen“ eröffnet. Die Landesausstellung brachte 18.000 Besucher ins Alpineum und zum Themenweg „Flötzersteig“. Im Jahr 2000 stieg das Alpineum erfolgreich in die Endrunde um die Verleihung des „Europäischen Museumspreises“ auf. Das Museum bezeichnet sich selbst als Bergwelt-Erlebnismuseum. Ausstellungsschwerpunkte sind die Geschichte der Holzgewinnung und der Holzknechte im Stodertal (Auf dem Holzweg zur Eisenstraße), die lokale Entwicklung des Skifahrens vom ersten Schi-Preis-Fahren 1912, über die Materialentwicklung im Skisport bis zu den lokalen Skigrößen Johann Kniewasser und Hannes Trinkl, sowie die Geschichte des Bergsteigens im Stodertal und die Erschließungsgeschichte von Spitzmauer und Großem Priel. Neben wechselnden Sonderausstellungen überrascht das Museum auch noch mit einer kleinen Sammlung von Gemälden, die Edward Theodore Compton ab 1900 bei seinen längeren Aufenthalten im Stodertal von der umliegenden Bergwelt gemalt hat.
- Im Jahre 1998 wurde in Zusammenarbeit mit der Umweltberatung Kirchdorf das Pilotprojekt „ÖKO-Audit“ in Angriff genommen, mit dem sich die Gemeinde zu umweltbewusstem Handeln in allen Bereichen des öffentlichen Dienstes bekennt. Es wurden Umweltleitlinien ausgearbeitet, die es in den kommenden Jahren zu verwirklichen gilt.

## Wirtschaft und Infrastruktur
| In Hinterstoder gibt es rund 400 Arbeitsplätze. Fast 50 in der Landwirtschaft, 60 im Produktionssektor und mehr als 270 im Dienstleistungsbereich. In der Produktion dominiert das Baugewerbe, im Dienstleistungssektor sind beinahe 100 Erwerbstätige in Beherbergung und Gastronomie beschäftigt (Stand 2011). Weiter und detaillierte Daten zur Wirtschaft- und Bevölkerungsstruktur findet man bei Statistik-Austria „Ein Blick auf die Gemeinde“. Von besonderer wirtschaftlicher Bedeutung für Hinterstoder ist seit langem der Tourismus. Hinterstoder ist Mitglied der Vereinigung Alpine Pearls, die sich für umweltfreundlichen und nachhaltigen Tourismus einsetzt. Durch Hinterstoder führen zwei Österreichische Weitwanderwege, der Nordalpenweg 01 sowie der Salzsteigweg 09. Eine besondere Herausforderung war die Coronakrise die den Tourismus massiv beeinträchtigte. „Trotz großer Umsatzeinbußen haben wir uns entschlossen, den Liftbetrieb aufrechtzuerhalten. Und die Entscheidung war richtig“. | Die zur Anzeige dieser Grafik verwendete Erweiterung wurde dauerhaft deaktiviert. Wir arbeiten aktuell daran, diese und weitere betroffene Grafiken auf ein neues Format umzustellen. (Mehr dazu) |

Durch Hinterstoder führt der Themenwanderweg „Flötzersteig“, der an der Steyerquelle beginnt und am Bahnhof Hinterstoder endet. Im Durchbruchstal der Steyr zwischen dem Kleinen Priel und dem Poppenberg führt er an den Naturdenkmalen Schwarzbach und Kreidelucke sowie am Stromboding-Wasserfall vorbei.

### Sport

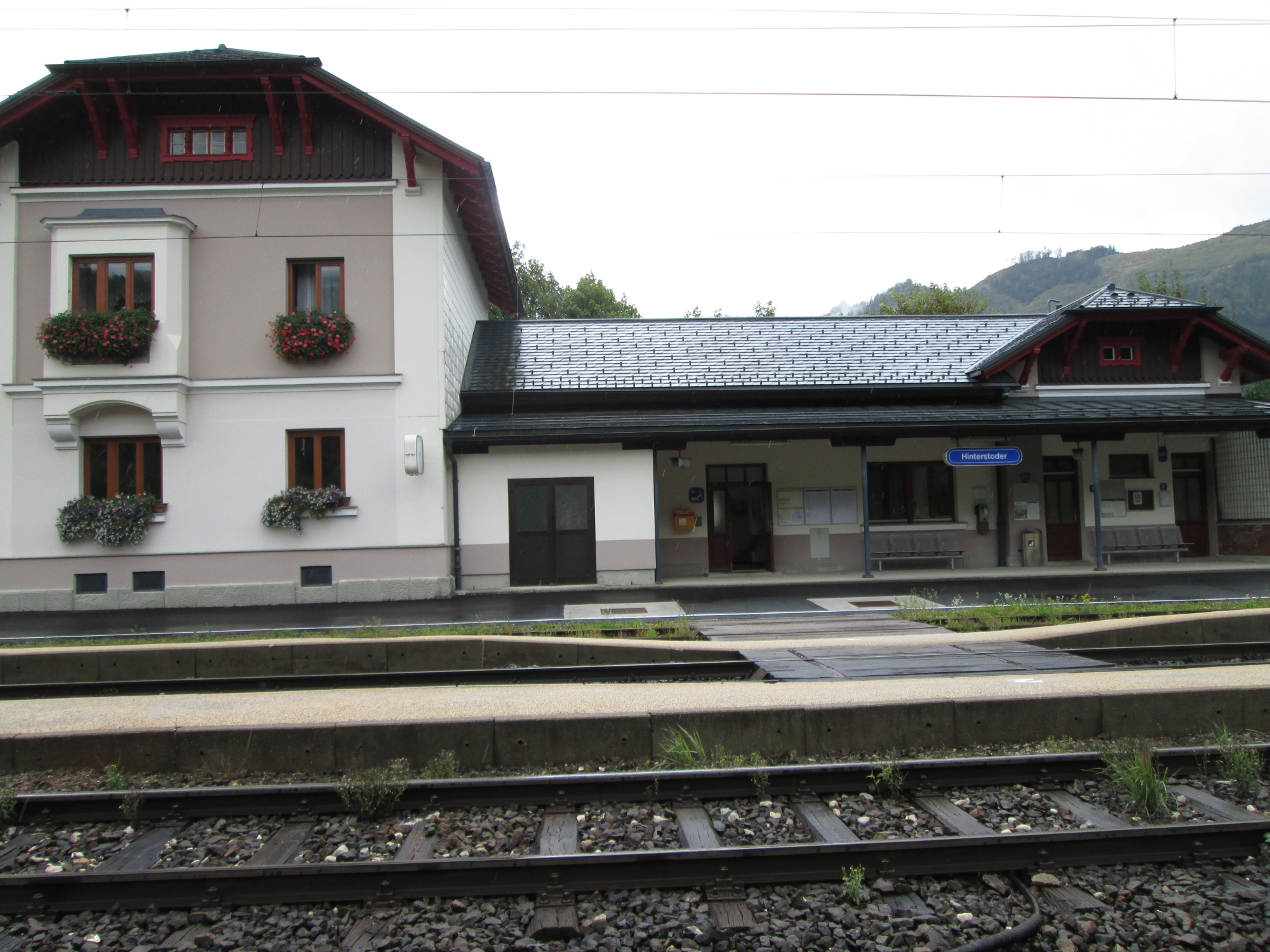
Bahnhof Hinterstoder

Seit 1986 finden in Hinterstoder im Rahmen des Alpinen Skiweltcups Weltcuprennen statt. Seitdem wurden 4 Super-G, 10 Riesenslalom, 3 Slalom und 1 Alpine Kombination ausgetragen. Die ersten Rennen wurden auf der Bärenalm ausgetragen. Als das Skigebiet in den 2000er Jahren geschlossen wurde, baute man im Skigebiet Hinterstoder-Höss die Hannes-Trinkl-Weltcupstrecke, die im Jänner 2006 offiziell eröffnet wurde.

### Verkehr
- Eisenbahn: Rund elf Kilometer vom Ortszentrum Hinterstoders entfernt liegt der Bahnhof von Hinterstoder, von dem über die Pyhrnbahn Direktverbindungen nach Linz und Graz (über Selzthal) bestehen. Der Bahnhof ist mit einer Buslinie mit dem Ort verbunden.
- Straße: Zehn Kilometer entfernt, bei Kniewas, befindet sich die Anschlussstelle St. Pankraz/Hinterstoder an die Pyhrn Autobahn A 9 und Anbindung an die Pyhrnpass Straße B 138.

## Politik

### Gemeinderat
Der Gemeinderat hat 13 Mitglieder.
- Mit den Gemeinderats- und Bürgermeisterwahlen in Oberösterreich 2003 hatte der Gemeinderat folgende Verteilung: 8 ÖVP, 3 SPÖ und 2 FPÖ.[31]
- Mit den Gemeinderats- und Bürgermeisterwahlen in Oberösterreich 2009 hatte der Gemeinderat folgende Verteilung: 8 ÖVP, 3 FPÖ und 2 SPÖ.[32]
- Mit den Gemeinderats- und Bürgermeisterwahlen in Oberösterreich 2015 hatte der Gemeinderat folgende Verteilung: 7 ÖVP, 5 FPÖ und 1 SPÖ.[33]
- Mit den Gemeinderats- und Bürgermeisterwahlen in Oberösterreich 2021 hat der Gemeinderat folgende Verteilung: 6 ÖVP, 4 FPÖ und 3 GRÜNE.[34][35]

### Bürgermeister
Bürgermeister seit 1850 waren:
- 1850–1861 Joseph Retschitzegger
- 1861–1864 Johann Fessl
- 1864–1867 Karl Prentner
- 1867–1870 Franz Hackl
- 1870–1875 Josef Fürlinger
- 1875–1879 Ignaz Baumschlager
- 1879–1882 Josef Gressenbauer
- 1882–1885 Johann Fessl
- 1885–1888 Franz Hackl
- 1888–1897 Johann Fessl
- 1897–1900 Franz Hackl
- 1900–1903 Johann Fessl
- 1903–1906 Stefan Ramsebner
- 1906–1909 Anton Hackl
- 1909–1919 Johann Fessl
- 1919–1924 Hans Hackl
- 1924–1942 Hans Fessl
- 1942–1945 Florian Hackl
- 1945–1945 Josef Prieler
- 1945–1946 Josef Prieler
- 1946–1948 Hans Auer
- 1948–1951 Philipp Klinser
- 1951–1955 Ignaz Herzog
- 1955–1979 Kurt Fessl
- 1979–1991 Karl Wallner
- 1991–2021 Helmut Wallner (ÖVP)
- seit 2021 Klaus Aitzetmüller (ÖVP)

### Wappen
Blasonierung:
„Über drei silbernen, vom Schildfuß aufsteigenden Spitzen, deren mittlere höher ist als die beiden anderen, in Blau ein goldener, gestürzter Halbmond, besteckt mit einem goldenen Tatzenkreuz.“
Die Gemeindefarben sind Gelb-Blau.
Die Wappendarstellung kennzeichnet die geographische Lage des Gemeindegebietes, das von dem das Stodertal einschließenden, mächtigen Gebirgsmassiv der Spitzmauer, des Priel-Stockes und der Warscheneck-Gruppe geprägt wird.
Die mit einem Kreuz besteckte, gestürzte Mondsichel ist das Wappenbild des ehemaligen Kollegiatstiftes Spital am Pyhrn, das in Hinterstoder seinerzeit als Grundherrschaft bedeutenden Besitz hatte.

## Persönlichkeiten

### Ehrenbürger
- Carl Herzog von Württemberg (1936–2022)